# Draba ventosa
Draba ventosa är en korsblommig växtart som beskrevs av Asa Gray. Draba ventosa ingår i släktet drabor, och familjen korsblommiga växter. Inga underarter finns listade i Catalogue of Life.